# جيمس ر. مارتن
جيمس ر. مارتن (بالإنجليزية: James R. Martin)‏ هو صانع أفلام وثائقية أمريكي، ولد في 1951.